# Fórmula de entropia de Boltzmann

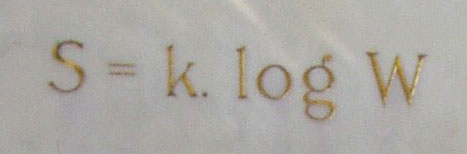
Fórmula de entropia de Boltzmann esculpida em sua lápide.

Na mecânica estatística, a fórmula de entropia de Boltzmann (também conhecida como equação de Boltzmann-Planck), é uma equação que permite calcular a entropia e o número de micro-estados de um sistema específico. A fórmula de Boltzmann mostra a relação entre a entropia e o número de maneiras pelas quais os átomos ou moléculas de um sistema termodinâmico podem ser organizadas.

## Definição
A fórmula de Boltzmann é uma equação de probabilidade que relaciona a entropia S de um gás ideal com a quantidade W, o número de micro-estados reais correspondentes ao macro-estado do gás:

| {\displaystyle S=k_{\mathrm {B} }\ln W} | \| \| \| \| \| \| \| \| | (1) |
|                                         |                         |     |
|                                         |                         |     |
onde kB é a constante de Boltzmann (também escrita como k), que é igual a 1.380649 × 10−23 J/K.
Esta fórmula está gravada no túmulo de Boltzmann (em Viena) na forma:

| {\displaystyle S=k\,log\,W} | \| \| \| \| \| \| \| \| | (2) |
|                             |                         |     |
|                             |                         |     |

## História
Apesar de ser comumente chamada de apenas "equação de Boltzmann", a equação foi concebida por Max Planck em 1901, no mesmo artigo em que introduziu a relação entre a frequência e energia de fótons, a constante que leva seu nome e a constante de Boltzmann.